# Sent Julian de la Nau
Sent Julian de la Nau (en francès Saint-Julien-de-la-Nef) és un municipi francès situat al departament del Gard i a la regió d'Occitània.